# Dosförpackat läkemedel

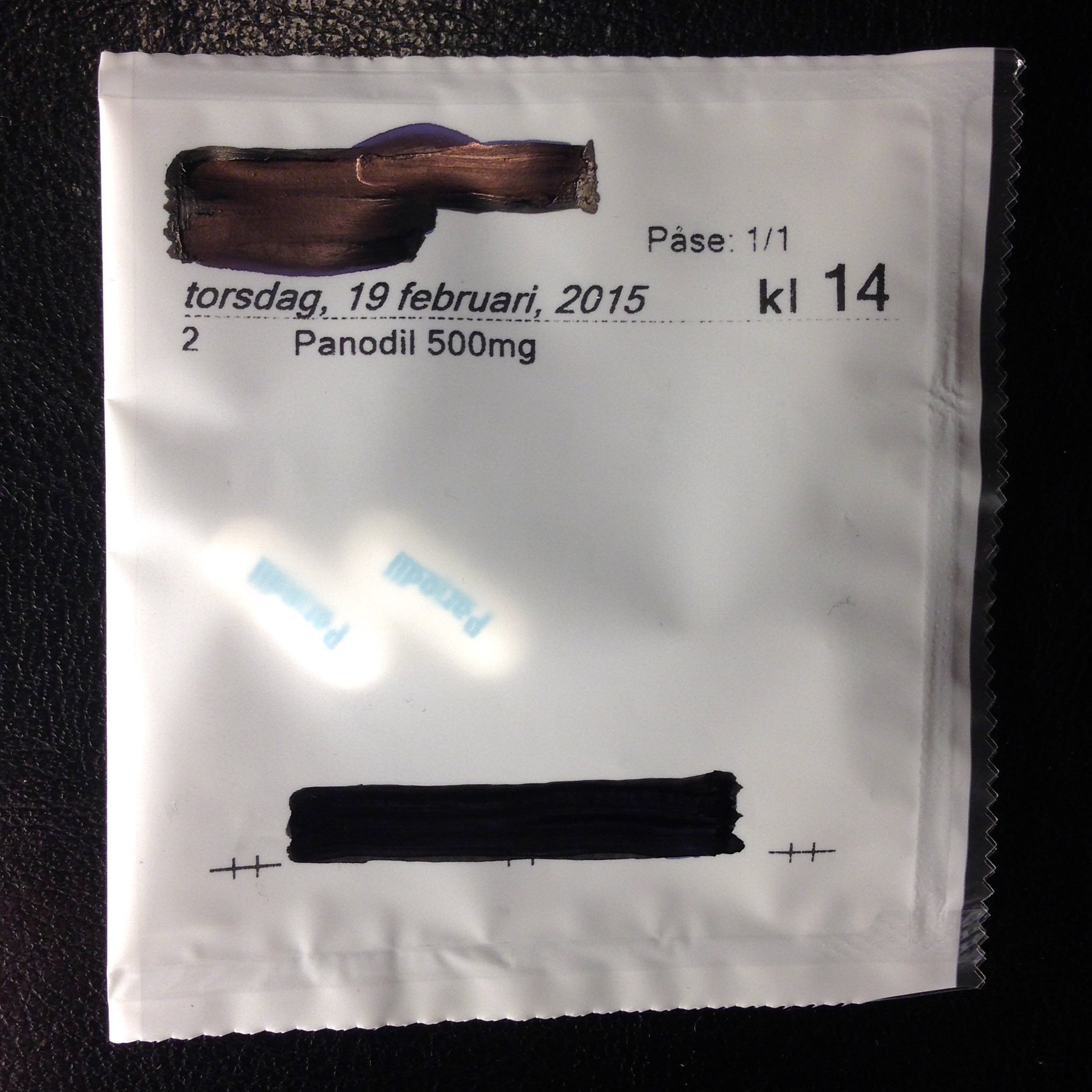
Dosförpackade läkemedel.

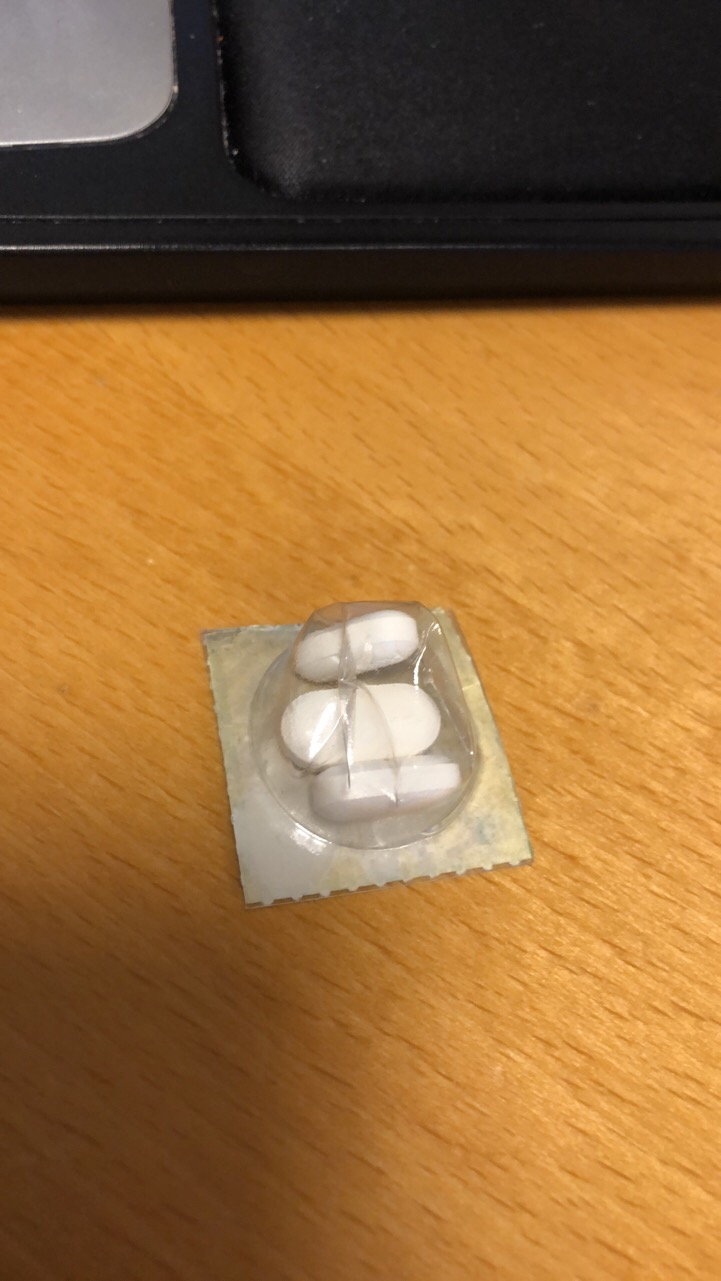
Bubbla med tabletter, föregångare till dospåsar.

Ett dosförpackat läkemedel (ibland: dosläkemedel eller "apodos"[apoteksdos]) är i bland annat Sverige ett läkemedel som dosdispenserats, dvs i en särskild maskin automatiskt sorterats och räknats i enlighet med patientens recept, samt förpackats i små plastpåsar märkta med patientens (doskundens) namn, datum och tidpunkt när medicinen skall tas. 
Dospåsarna hänger i regel ihop i remsor, med perforering i plasten mellan varje dospåse. Dosremsorna levereras ofta ihoprullade. 
I varje dospåse kan det finnas ett eller flera läkemedel. Sorteringen och förpackningsproceduren utförs på så kallade dosapotek. Dosförpackningar används bland annat inom äldrevården och levereras till kommunens sjuksköterskor. Privatpersoner får hämta dospåsarna på ett utlämningsställe, som kan vara ett apotek eller en mataffär.
De läkemedelsformer som framför allt dosdispenseras är tabletter och kapslar. Vissa andra former går överhuvudtaget inte att dosförpacka, till exempel flytande läkemedel, salvor och krämer. För att ett läkemedel ska kunna dosdispenseras måste det ha ett s.k. brytningstillstånd för maskinell dosdispensering som utfärdas av Läkemedelsverket efter en ansökan av det företag som säljer eller tillverkar läkemedlet. Företaget måste då visa att läkemedlet klarar att förvaras utanför sin vanliga förpackning i dosdipenseringsmaskinen. 
Patienter med dosförpackade läkemedel har ofta vissa läkemedel som inte inkluderats i dospåsarna utan ges i originalförpackningen. Det gäller läkemedelsformer som inte går att dosdispensera, läkemedel utan brytningstillstånd samt läkemedel som inte doseras regelbundet utan vid behov, t.ex. smärtstillande läkemedel. Dessa hanteras ofta av distansapotek i de fall de ska levereras till till exempel doskunder på ett äldreboende.

## Pascal
Läkare och sjuksköterskor använder den webbaserade tjänsten Pascal för att ordinera mediciner, göra läkemedelsändringar, lägga dem i dospåsar och beställa läkemedel. I Pascal hanteras även läkemedel som ej går att dispensera, eller endast tas vid behov. De kan då beställas i helförpackningar. Här varnas även för läkemedel som interagerar med varandra, ej lämplig för äldre personer.